# Katharina Plank
Katharina Plank (* August 1998 in München) ist eine deutsche Film- und Bühnenschauspielerin.

## Leben
Katharina Plank wurde 1998 geboren. Sie besuchte von 2018 bis 2021 die Schauspielschule Zerboni. 
2021 bis 2023 war Plank in sechs Folgen der Fernsehserie Die Rosenheim-Cops erstmals im Fernsehen zu sehen. 2023 hatte sie ihre erste Filmrolle in Komödienstadel: Ach du lieber Gott.

## Filmografie
- 2019: Dahoam is Dahoam
- seit 2021: Die Rosenheim-Cops (Fernsehserie, bisher 6 Folgen)
- 2022: Watzmann ermittelt (Fernsehserie, eine Folge)
- 2022: Damaged Goods
- 2023–2024: Der Komödienstadel:
  - 2023: Ach du lieber Gott
  - 2024: A Wiesn Gschicht